# Леонівка (Тульчинський район)
Леоні́вка — село в Україні, у Городківській сільській громаді Тульчинського району Вінницької області. Населення становить 284 осіб.

## Історія
7 (20) листопада 1917 року, відповідно до Третього Універсалу Української Центральної Ради, увійшло до складу Української Народної Республіки.
12 червня 2020 року, відповідно до Розпорядження Кабінету Міністрів України від  № 707-р «Про визначення адміністративних центрів та затвердження територій територіальних громад Вінницької області», увійшло до складу Городківської сільської громади.
19 липня 2020 року, в результаті адміністративно-територіальної реформи та ліквідації Крижопільського району, село увійшло до складу Тульчинського району.

## Відомі люди
- Бабенко Марія Тимофіївна (1948 р.н.) — українська поетеса, член НСПУ.